# Scotopteryx disconudata
Scotopteryx disconudata là một loài bướm đêm trong họ Geometridae.